# 酔いどれかぐや姫
「酔いどれかぐや姫」（よいどれかぐやひめ）は、第1期かぐや姫（南高節、大島三平、森進一郎による）の楽曲で、デビューシングル。第一期唯一のアルバム『レッツ・ゴー! かぐや姫』に収録されている。

## 概要
「酔いどれかぐや姫」は本来、南の作詞・作曲した曲だったが、「あなたはかぐや姫なのか、ババアなのか」という歌詞がレコード会社から拒否されたため、阿久悠により新たな詞が書き下ろされた。第1期かぐや姫の曲で唯一（「マキシーのために」の第2期かぐや姫バージョンは除く）、オリジナルの形でCD化されている（2005年に発売された『人間万葉歌～阿久悠作詩集』のDisc5「人間万葉歌 1965～2005」の第5曲）。
B面の「あわれジャクソン」は、黒人兵士と少女との悲恋を歌った作品。
「酔いどれかぐや姫」「あわれジャクソン」共に、2025年にオリジナルの形で音楽配信された。
発売当時のシングル売上は2万枚程度に留まった。
南は、デビュー40周年記念として2009年にかぐや姫及びソロ時代の過去の作品をリメイクしたアルバム『ポロシャツの頃～青春のとりこぼし～』を発表したが、同アルバムに、「あわれジャクソン」を歌詞を一部改めた「あわれジャクソン'09」として、本曲をボーナストラックとして収録している。本曲にはTHE ALFEEの坂崎幸之助が参加している。また、南は坂崎と共に本曲をテレビ番組でたびたび取り上げている。

## 収録曲
1. 酔いどれかぐや姫
作詞:阿久悠 作曲:南こうせつ
2. あわれジャクソン
作詞・作曲:南こうせつ